# Martin Jensen (fodboldspiller, født 1978)
 Der er flere personer med dette navn, se Martin Jensen.
Martin Jensen (27. juli 1978) er en tidligere dansk fodboldspiller. 

## Karriere
Martin Jensen var forsvarsspiller og spillede størstedelen af sin karriere i Esbjerg fB, hvor han debuterede i maj 1997. Martin spillede 268 førsteholdskampe for klubben, hvilket placerer ham på en 20. plads over EfB-spillere med flest førsteholdskampe gennem tiden. Han skiftede til Sandefjord i 2007.
Han indstillede karrieren i 2013 efter en enkelt sæson for den norske klub Fram Larvik.